# Консельве
Консельве (італ. Conselve, вен. Conselve) — муніципалітет в Італії, у регіоні Венето, провінція Падуя.
Консельве розташоване на відстані близько 380 км на північ від Рима, 45 км на південний захід від Венеції, 20 км на південь від Падуї.
Населення — 10 319 осіб (2014).
Щорічний фестиваль відбувається 10 серпня. Покровитель — святий мученик Лаврентій.

## Демографія
Населення за роками:

Станом на 1 січня 2023 року в муніципалітеті офіційно проживало 966 іноземців з 40 країн, серед них 327 громадян країн Євросоюзу та 16 громадян України.

## Сусідні муніципалітети
- Арре
- Баньолі-ді-Сопра
- Картура
- Сан-П'єтро-Вімінаріо
- Террасса-Падована
- Трибано